# Абиерто Мехикано Телсел 2015
Абиерто Мехикано Телсел 2015 е тенис турнир, провеждащ се в Акапулко, Мексико от 23 до 28 февруари 2015 г. Това е 22-рото издание на Абиерто Мехикано Телсел за мъже и 15-ото за жени. Турнирът е част от категория „Международни“ на WTA Тур 2015 и сериите 500 на ATP Световен Тур 2015.

## Сингъл мъже
- Давид Ферер побеждава  Кей Нишикори с резултат 6–3, 7–5.

## Сингъл жени
- Тимеа Бачински побеждава  Каролин Гарсия с резултат 6–3, 6–0.

## Двойки мъже
- Иван Додиг /  Марсело Мело побеждават  Мариуш Фирстенберг /  Сантяго Гонзалес с резултат 7–6(7–2), 5–7, [10–3].

## Двойки жени
- Лара Аруабарена /  Мария Тереса Торо Флор побеждават  Андреа Хлавачкова /  Луцие Храдецка с резултат 7–6(7–2), 5–7, [13–11].